# Danziger Kreuz

Grafische Darstellung des Danziger Kreuzes. Links 2. Klasse am Band, rechts die 1. Klasse als Steckkreuz

Das Stadtwappen von Danzig diente als Vorlage für die gleichnamige Auszeichnung

Das Danziger Kreuz wurde am 31. August 1939 durch den kurzfristig als Staatsoberhaupt der Freien Stadt Danzig amtierenden Gauleiter Albert Forster gestiftet und für Verdienste um den Aufbau der NSDAP im Gau Danzig und des nationalsozialistischen Staates Danzig sowie auch für den Aufbau der Verteidigung Danzigs vor dem 31. August 1939 verliehen. Verleihungen fanden hauptsächlich am Traditionstag der Danziger Nationalsozialisten, dem 24. Oktober 1939, statt. Als staatliche Auszeichnung war das Danziger Kreuz den Auszeichnungen der anderen deutschen Staaten seit dem 1. Mai 1941 gleichgestellt. Die Mitteilung der Ordenskanzlei der Präsidialkanzlei hierzu lautete:

„Auf mehrfache Anfragen hinsichtlich der Trageweise des Kreuzes von Danzig wird im Einvernehmen mit dem Oberkommando der Wehrmacht folgendes mitgeteilt: Das Kreuz von Danzig ist eine staatliche Auszeichnung des nationalsozialistischen Staates Danzig, die unter dem Datum des 31. August 1939, dem Tag vor der Vereinigung mit dem Grossdeutschen Reich, von dem Staatsoberhaupt der Freien Stadt Danzig, Gauleiter Forster, gestiftet worden ist. Das Kreuz von Danzig ist somit eine staatliche Auszeichnung, die den Auszeichnungen der anderen deutschen Staaten gleichsteht. Die 2. Klasse der Auszeichnung ist an der Ordensschnalle in der Reihe der Orden und Ehrenzeichen ehemaliger deutscher Landesherren zu tragen.“

## Aussehen und Trageweise
Die Auszeichnung ist ein aus Bronze gefertigtes vergoldetes weiß emailliertes Tatzenkreuz mit doppelten goldenen Zierlinien auf den Kreuzarmen. Auf der Dekoration aufliegend senkrecht zwei kleine Kreuze, die von einer Krone überragt sind. Die Anordnung entspricht der Abbildung im Wappen der Freien Stadt Danzig. Die Rückseite beider Klassen ist glatt und golden. Die Verleihung erfolgte stets in einem roten Etui, auf dessen Deckel das Wappen der Stadt Danzig in Gold eingeprägt war. Der Entwurf des Ehrenzeichens stammt vom Reichsbühnenmeister Benno von Arent.

### 1. Klasse
Auf dem Danziger Kreuz der 1. Klasse befindet sich rückseitig eine massive Anstecknadel, welche an einem Rollscharnier aufgehängt war. Halt bekam das ganze durch einen einfachen Gegenhaken an der Unterseite. Die Maße betrugen etwa 61 mm × 42,5 mm. Getragen wurde die 1. Klasse als Steckkreuz an der linken Brusttasche des Beliehenen unter den sonstigen Auszeichnungen des Reiches, da es sich um eine Länderauszeichnung handelte.

### 2. Klasse
Das Danziger Kreuz der 2. Klasse war etwas kleiner gehalten, als das der 1. Klasse und hatte eine Größe von 47,5 mm × 35 mm. An der Oberseite der Krone befand sich, wie bei allen Bandorden üblich, eine querstehende Öse mit Bandring. Die 2. Klasse wurde nach dem Tag ihrer Verleihung nur noch als Band an der Interimsspange getragen. Dies galt nicht bei Festanlässen oder Staatsakten, wo ausdrücklich das Tragen der großen Ordensschnalle zulässig war. Das Band selber wurde auch hier, parallel zu der Verordnung der 1. Klasse, stets hinter den Auszeichnungen des Deutschen Reiches und als Landesauszeichnung getragen.

## Verleihungszahlen
Die einschlägige Literatur zu diesem Thema geht von 88 Verleihungen der 1. Klasse sowie 253 der 2. Klasse aus. Dies ist jedoch falsch, da sich diese Zahlen nur auf dem Stichtag vom 11. Dezember 1939 (letzter Tag der Verleihungsfrist) beziehen. Tatsächlich ist das Danziger Kreuz danach noch bis Ende 1940 in Einzelfällen verliehen worden. Exakte Angaben dazu sind jedoch nicht feststellbar.

## Bekannte Träger

### I. Klasse
- Hermann Göring (1. Verleihung)
- Ludolf-Hermann von Alvensleben
- Benno von Arent
- Erich von dem Bach-Zelewski
- Hans Frank
- Joseph Goebbels
- Max Halbe
- Reinhard Heydrich
- Erich Hilgenfeldt
- Kurt Hoffmann (1889–1945), Generaldirektor der Danziger Hafengesellschaft
- Karl Sigismund Litzmann
- Joachim von Ribbentrop
- Franz Xaver Schwarz
- Max Simon
- Theodor Eicke
- Fritz Todt
- Heinrich Klose
- Viktor Böttcher
- Hans Fuchs

### II. Klasse
- Arthur Seyß-Inquart
- Hans Baur
- Kurt Daluege
- Julius Schaub
- John Pauls
- Harry Siegmund Ausprägung nicht belegt

sowie die Mehrzahl der Kommandeure der SS-Heimwehr Danzig
Weitere Träger unter: Träger des Danziger Kreuzes

## Sonstiges
Es ist anzumerken, dass das Danziger Kreuz im Deutschen Reich wenig bis gar nicht bekannt war. Weder in den zahlreichen Parteiverlautbarungen noch in sonstigen Publikationen der damaligen Zeit finden sich Hinweise auf die Schaffung dieser Auszeichnung. Lediglich das Marineverordnungsblatt vom 1. Mai 1941 beschreibt kurz deren Trageweise. Für die „Unpopularität“ dieser Auszeichnung ist auch verantwortlich, dass die zum Teil doch einflussreichen Persönlichkeiten (z. B. Göring oder Heydrich) das Kreuz selber gar nicht getragen haben.